# Aaron Clapham
Aaron Clapham (ur. 15 stycznia 1987 w Christchurch) – nowozelandzki piłkarz występujący najczęściej na pozycji środkowego pomocnika. Obecnie zastępca trenera reprezentacji Nowej Zelandii U-17.

## Kariera klubowa
Aaron Clapham w 2005 rozpoczął grę dla Uniwersytetu St Francis. Po roku dołączył do Uniwersytetu w Louisville, gdzie przez 2 sezony rozegrał 37 meczów i strzelił 8 goli. W 2008 Clapham został zawodnikiem australijskiego klubu Dandenong Thunder. Razem z nim występował w Victorian Premier League – najwyższej klasie rozgrywkowej dla zespołów ze stanu Wiktoria. W 2009 nowozelandzki pomocnik powrócił do kraju, gdzie podpisał kontrakt z Canterbury United. Zajął z nim 4. miejsce w New Zealand Football Championship, a sam w 17 występach zdobył 6 goli. Clapham został także wybrany najlepszym piłkarzem w ligowych rozgrywkach. Podczas debiutanckiego sezonu w barwach Canterbury Nowozelandczyk występował najczęściej na pozycji środkowego pomocnika.

## Kariera reprezentacyjna
W 2007 Clapham uczestniczył w Młodzieżowych Mistrzostwach Świata w Kanadzie, na których reprezentacja Nowej Zelandii została wyeliminowana w rundzie grupowej przegrywając wszystkie 3 spotkania. 10 maja, po udanym sezonie Claphama w barwach Canterbury United, Ricki Herbert powołał go do 23-osobowej kadry seniorskiej reprezentacji Nowej Zelandii na Mistrzostwa Świata w RPA.